# Tana (sistem de scriere)
Tana, thâna, thaana, taana sau tāna (scris cu tana: ތާނަ, transliterare cu alfabetul latin: thana) este sistemul de scriere folosit în prezent pentru scrierea limbii maldivene. Pe lângă caracteristicile de abugida pe care le are tana (dicritice, virāma) și un alfabet adevărat (toate vocalele sunt scrise), cu consoane derivate din numerele arabe, și diacriticele vocalelor derivate din diacriticele abjadului arab. Ortografia sa e în mare parte fonetică.
Abugidaul tana a apărut prima dată într-un document maldivian de la începutul secolului al XVIII-lea.
La fel ca cum se scrie cu abjadul arab, și cu tana se scrie de la dreapta la stânga. Se observă foarte ușor că diacriticele care reprezintă vocalele derivă din diacriticele literelor alfabetului arab.

## Origine
Originea scrierii tana este unică printre celelalte sisteme de scriere ale lumii: primele 9 grafeme (h-v) derivă din sistemul de numerație indo-arab; următoarele 9 grafeme (m-d) derivă din sistem de numerație local indian. Următoarele 6 consoane (z-ch) și transliterarea arabă derivă din consoanele native similare din punct de vedere fonetic prin intermediul diacriticelor, cu excepția lui y, care este de origine necunoscută.

## Litere
| Literă | Nume      | Romanizarea nasiri              | Valoarea scrisă cu AFI         |
| ------ | --------- | ------------------------------- | ------------------------------ |
| ހ      | haa       | h                               | [ h ]                          |
| ށ      | shaviyani | sh                              | [ ʂ ]                          |
| ނ      | noonu     | n                               | [ n̪ ]                          |
| ރ      | raa       | r                               | [ ɾ ]                          |
| ބ      | baa       | b                               | [ b ]                          |
| ޅ      | lhaviyani | lh                              | [ ɭ ]                          |
| ކ      | kaafu     | k                               | [ k ]                          |
| އ      | alifu     | depinde                         | vocalele din tana              |
| ވ‎      | vaavu     | v                               | [ ʋ ]                          |
| މ      | meemu     | m                               | [ m ]                          |
| ފ      | faafu     | f                               | [ f ]                          |
| ދ      | dhaalu    | dh                              | [ d̪ ]                          |
| ތ      | thaa      | th                              | [ t̪ ]                          |
| ލ      | laamu     | l                               | [ l ]                          |
| ގ‎      | gaafu     | g                               | [ ɡ ]                          |
| ޏ‎      | gnaviyani | gn                              | [ ɳ ]                          |
| ސ‎      | seenu     | s                               | [ s̺ ]                          |
| ޑ      | daviyani  | d                               | [ ɖ ]                          |
| ޒ      | zaviyani  | z                               | [ z̺ ]                          |
| ޓ      | taviyani  | t                               | [ ʈ ]                          |
| ޔ‎      | yaa       | y                               | [ j ]                          |
| ޕ‎      | paviyani  | p                               | [ p ]                          |
| ޖ‎      | javiyani  | j                               | [ dʒ ]                         |
| ޗ      | chaviyani | ch                              | [ tʃ ]                         |
| ޘ      | ttaa      | Transliterare arabo-maldiveană  | Transliterare arabo-maldiveană |
| ޙ      | hhaa      | Transliterare arabo-maldiveană  | Transliterare arabo-maldiveană |
| ޚ‎      | khaa      | Transliterare arabo-maldiveană  | Transliterare arabo-maldiveană |
| ޛ‎      | thaalu    | Transliterare arabo-maldiveană  | Transliterare arabo-maldiveană |
| ޜ‎      | zaa       | Transliterare latino-maldiveană | [ ʒ ]                          |
| ޝ      | sheenu    | Transliterare arabo-maldiveană  | Transliterare arabo-maldiveană |
| ޞ      | saadhu    | Transliterare arabo-maldiveană  | Transliterare arabo-maldiveană |
| ޟ      | daadhu    | Transliterare arabo-maldiveană  | Transliterare arabo-maldiveană |
| ޠ      | to        | Transliterare arabo-maldiveană  | Transliterare arabo-maldiveană |
| ޡ      | zo        | Transliterare arabo-maldiveană  | Transliterare arabo-maldiveană |
| ޢ‎      | aïnu      | Transliterare arabo-maldiveană  | Transliterare arabo-maldiveană |
| ޣ      | ghaïnu    | Transliterare arabo-maldiveană  | Transliterare arabo-maldiveană |
| ޤ      | qaafu     | Transliterare arabo-maldiveană  | Transliterare arabo-maldiveană |
| ޥ      | waavu     | Transliterare arabo-maldiveană  | Transliterare arabo-maldiveană |
| އަ      | abafili   | a                               | [ ə ]                          |
| އާ      | aabaafili | aa                              | [ əː ]                         |
| އި      | ibifili   | i                               | [ i ]                          |
| އީ      | eebeefili | ee                              | [ iː ]                         |
| އު      | ubufili   | u                               | [ u ]                          |
| އޫ      | ooboofili | oo                              | [ uː ]                         |
| އެ      | ebefili   | e                               | [ e ]                          |
| އޭ‎      | eybeyfili | ey                              | [ eː ]                         |
| އޮ      | obofili   | o                               | [ ɔ ]                          |
| އޯ      | oaboafili | oa                              | [ ɔː ]                         |
| އް      | sukun     | depinde                         | vezi articolul                 |
| ޱ      | naviyani  | ṇ                               | [ ɳ ]                          |

Pentru un exemplu de text scris cu tana vezi pagina Gavmii mi ekuverikan matii tibegen kuriime salaam, pagina cu imul Insulelor Maldive.
Chiar dacă nu fac parte din tana, ligatura arabă ﷲ (Allah) e folosită pentru scrierea numelor cu tana, exemplu: އަބްދުﷲ (Abdullah).

## Transliterarea numelor cu tana
Harry Charles Purvis Bell, primul cercetător serios al documentelor maldivene, a folosit ortografia tana, pentru că consoana inițială este neaspirată.